# Barragem Bico da Pedra
Barragem Bico da Pedra é formada pelo represamento do rio Gorutuba no município brasileiro de Janaúba, no interior do estado de Minas Gerais. Foi construída e concluída em 1978 e está localizada a 6 km da sede, com volume de 750.000.000 m³ de água que serve para exploração e irrigação de áreas do Projeto Gorutuba, com aproximadamente 5.500 hectares, além de abastecimento de água para a cidade, lazer, irrigação e para lavadeiras, que o utilizam como fonte de sustento. É a maior do gênero no norte de Minas.